# Svídnice (district de Chrudim)
Pour les articles homonymes, voir Svídnice.
Svídnice (en allemand : Swidnitz) est une commune du district de Chrudim, dans la région de Pardubice, en République tchèque. Sa population s'élevait à 444 habitants en 2022.

## Géographie
Svídnice est arrosée par la Chrudimka, un affluent de l'Elbe, et se trouve à 7 km au sud-sud-est de Chrudim, à 17 km au sud-sud-est de Pardubice et à 101 km à l'est-sud-est de Prague.
La commune est limitée par Slatiňany au nord-ouest et au nord, par Lukavice à l'est, par Nasavrky au sud, et par Licibořice à l'ouest.

## Histoire
La première mention écrite du village date de 1349.

## Administration
La commune se compose de deux sections :
- Práčov
- Svídnice

## Galerie

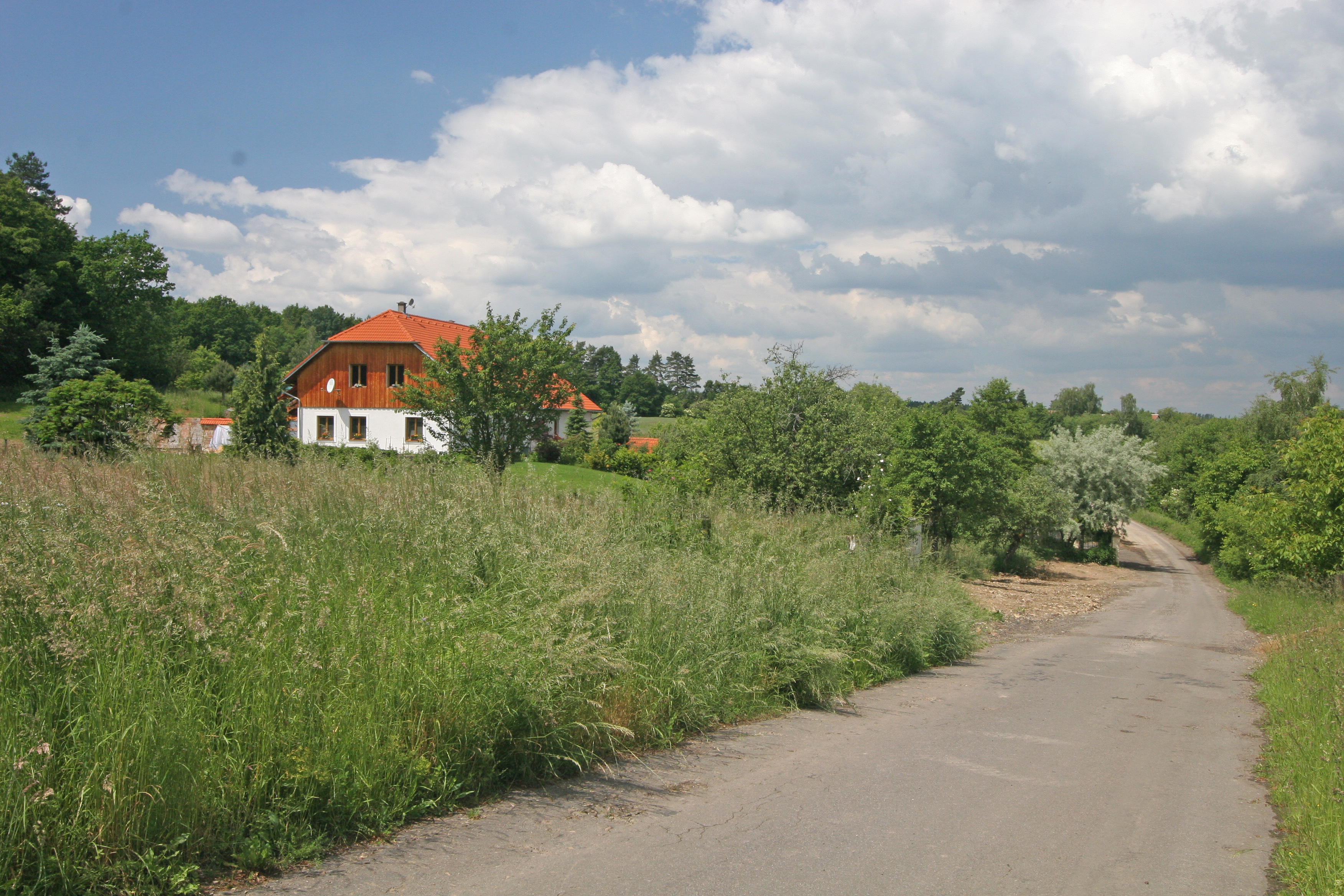
Hameau de Práčov.
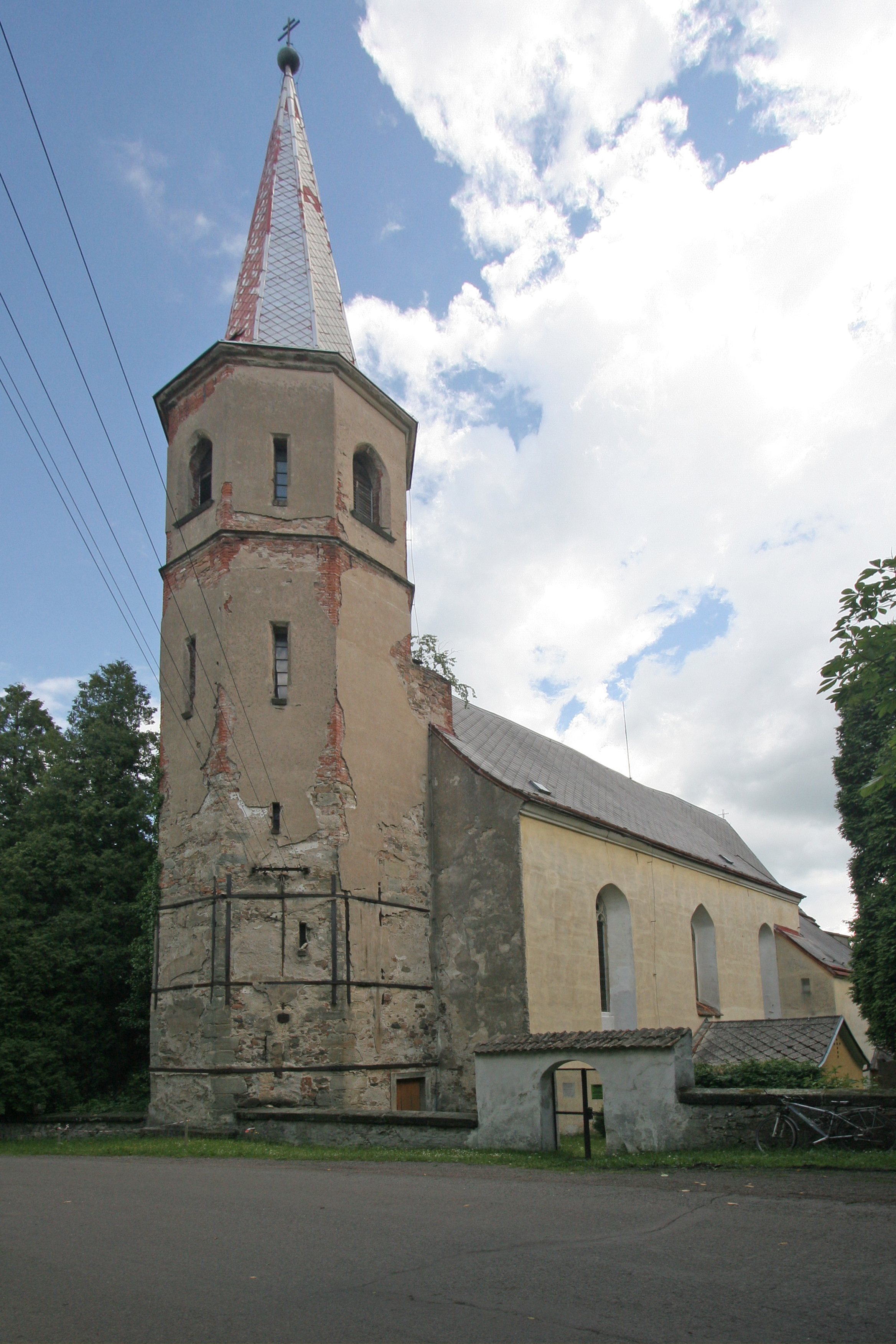
Práčov : église Saint-Jacques-le-Majeur.
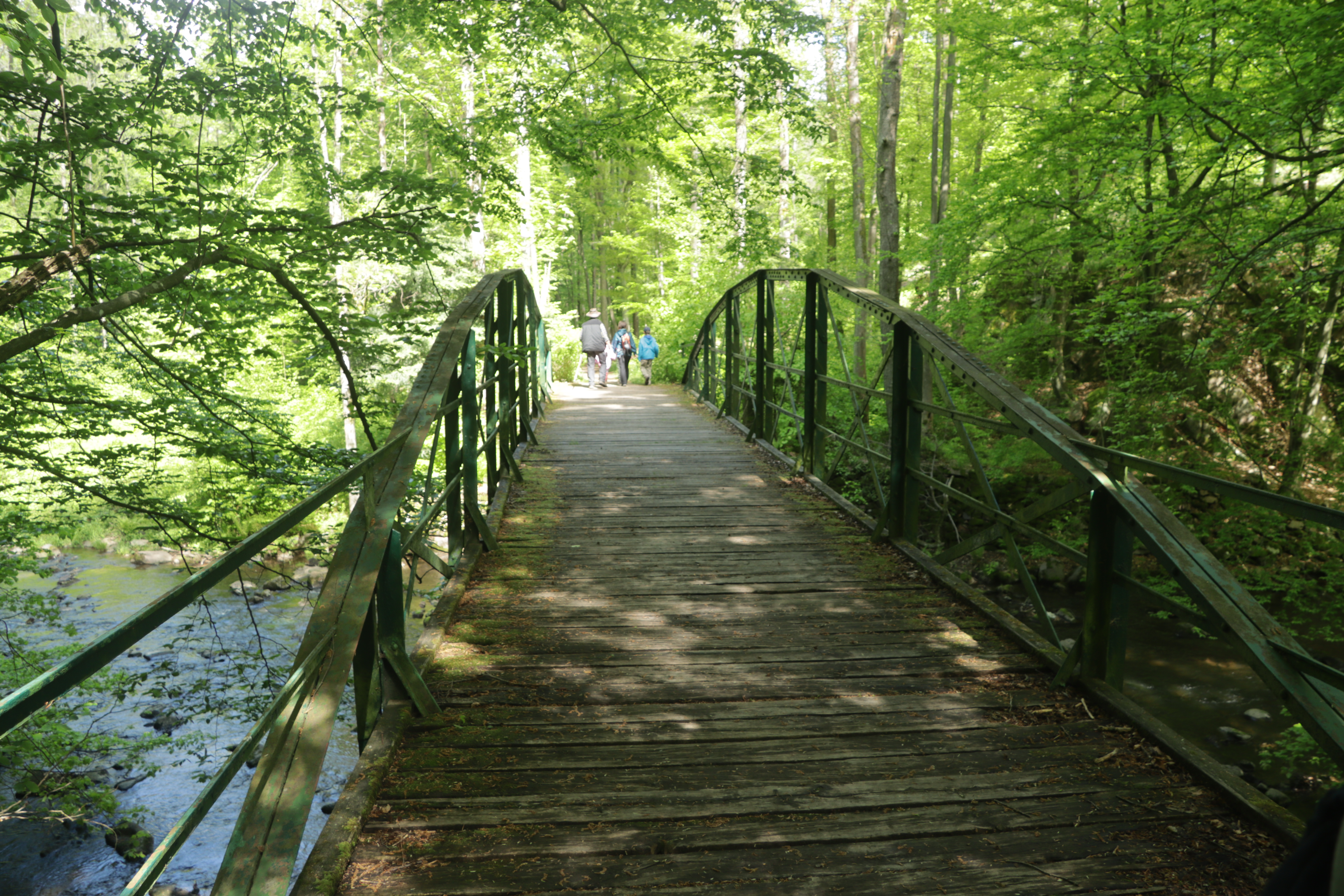
Pont près du château de Strádov.

## Transports
Par la route, Svídnice se trouve à 4 km de Slatiňany, à 9 km de Chrudim, à 19 km de Pardubice et à 129 km de Prague. 